# Neoterebra petiveriana
Neoterebra petiveriana é uma espécie de gastrópode do gênero Neoterebra, pertencente a família Terebridae.